# Ambasang Natigor
Ambasang Natigor is een bestuurslaag in het regentschap Padang Lawas Utara van de provincie Noord-Sumatra, Indonesië. Ambasang Natigor telt 299 inwoners (volkstelling 2010).